# Simurrum
Simurrum o Šimurrum va ser una ciutat i territori de Mesopotàmia a l'est del Tigris.
La situació de la ciutat no ha estat determinada i mentre alguns historiadors la situen prop de Qabra, altres la situen més al sud a l'oest d'Arrapha (Kirkuk) i encara altres més enllà d'Eshunna. Va formar part de l'imperi de Sargon I i és esmentada com una de les ciutats que es va revoltar contra Naram-Sin als voltants de l'any 2250 aC.
Al segle xviii aC les tauletes de Mari expliquen que el seu rei va ser entregat als quteus per Sasiya, rei dels turuqueus.